# Alvydas Šiuparis

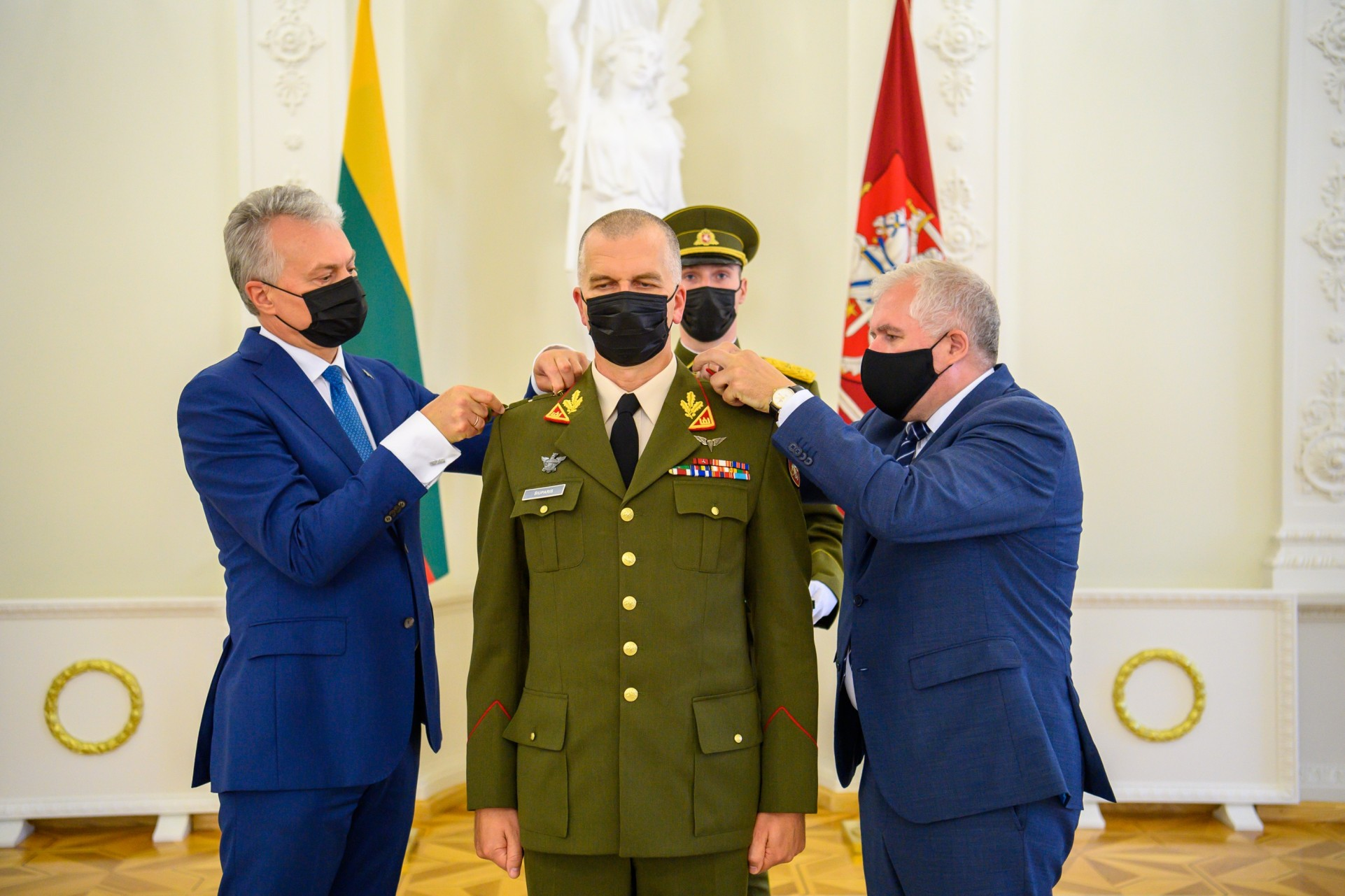
Alvysa Šiuparis

Alvydas Šiuparis (* 6. Juni 1970 in Klaipėda) ist ein litauischer Brigadegeneral. Seit Juni 2023 ist er Kommandant des Baltic Defence College.

## Leben

### Militärische Laufbahn
Wie viele Balten leistete Alvydas Šiuparis 1988 bis 1990 seinen Militärdienst in der Sowjetarmee.
Beförderungen
- Leutnant (1995)
- Oberleutnant (1998)
- Hauptmann (2000)
- Major (2003)
- Oberstleutnant (2009)
- Oberst (2012)
- Brigadegeneral (2021)

Seinen Dienst im litauischen Verteidigungssystem begann er im Jahr 1991. Šiuparis diente zunächst als Freiwilliger bei der späteren Nationalgarde und schloss sich 1992 den im Neuaufbau befindlichen litauischen Streitkräften an. Nach der Offiziersausbildung diente er beim Dragonerbataillon Großfürst Butigeidis und als Militärattaché für die skandinavischen Staaten. Als Stabsoffizier war er u. a. auch Kommandant des General Romualdas Giedraitis Artilleriebataillons und Stabschef der Infanteriebrigade Geležinis Vilkas. Seit 2020 war er Kommandant des Ausbildungskommandos der litauischen Streitkräfte. Im Juli 2021 wurde er, zusammen mit Artūras Radvilas, zum Brigadegeneral befördert. Im Juni 2023 wurde er zum Kommandant der Baltischen Verteidigungsakademie ernannt.
Der General ist Absolvent der Litauische Militärakademie General Jonas Žemaitis und der Universität Klaipėda. Zudem besuchte er Kurse auf operativer Ebene am Königlich Dänischen Verteidigungskolleg und Kurse auf strategischer Ebene am NATO Defense College in Rom, Italien. Für seine Verdienste mit verschiedenen Orden der litauischen Streitkräfte und des Verteidigungssystems (u. a. der Medaille zum Orden des Vytis-Kreuzes) ausgezeichnet.

### Privates
Alvydas Šiuparis ist verheiratet und Vater von zwei Töchtern. Neben seiner Muttersprache beherrscht er Englisch, Dänisch und Russisch.